# Janne Tuohino
Janne Tuohino (1975. május 22. –) finn raliversenyző.

## Pályafutása
1996-ban hazája versenyén debütált a világbajnokságon. 1996 és 2009 között negyvenegy világbajnoki versenyen állt rajthoz. Megfordult a Ford valamint a Skoda gyári csapatában, de több más márkával is versenyzett karrierje során. 2002-ben benevezett a junior rali-világbajnokság mezőnyébe, ahol egy győzelemmel és több pontot érő helyezéssel a harmadik helyen zárta a szezont.
2010-ben egy Ford Fiesta S2000-es versenyautóval nevezett a világbajnokságra.

## Külső hivatkozások
- Janne Tuohino hivatalos honlapja
- Profilja az ewrc.cz honlapon